# Wybory parlamentarne w Holandii w 2017 roku
Wybory parlamentarne w Holandii w 2017 roku – wybory do holenderskiego parlamentu, Tweede Kamer izby niższej Stanów Generalnych odbyły się 15 marca 2017 roku.

## Zarejestrowane komitety wyborcze
Pod koniec grudnia 2016 Rada Wyborcza poinformowała, że otrzymała łącznie 81 wniosków od partii politycznych. W dniu 30 stycznia 2017, Rada Wyborcza ogłosiła, że 33 partie przedstawiły listy kandydatów. Jeden wspólny komitet wystawiły Partia Człowieka i Ducha, Partia Dochodu Podstawowego i V-R. 3 lutego 2017 holenderski organ wyborczy poinformował o unieważnieniu list kandydatów ugrupowań: Dumni z Holandii, Partia Kobiet (VP) i Szacunek z powodu nieuiszczenia kaucji w wysokości 11 250 €. Ostatecznie proces rejestracji został zamknięty w dniu 15 marca 2017.
| Numer listy | Partia                                                       | Skrót    | Lider                    |
| ----------- | ------------------------------------------------------------ | -------- | ------------------------ |
| 1           | Partia Ludowa na rzecz Wolności i Demokracji                 | VVD      | Mark Rutte               |
| 2           | Partia Pracy                                                 | PvdA     | Lodewijk Asscher         |
| 3           | Partia Wolności                                              | PVV      | Geert Wilders            |
| 4           | Partia Socjalistyczna                                        | SP       | Emile Roemer             |
| 5           | Apel Chrześcijańsko-Demokratyczny                            | CDA      | Sybrand van Haersma Buma |
| 6           | Demokraci 66                                                 | D66      | Alexander Pechtold       |
| 7           | Unia Chrześcijańska                                          | CU       | Gert-Jan Segers          |
| 8           | Zjednoczona Lewica                                           | GL       | Jesse Klaver             |
| 9           | Polityczna Partia Protestantów                               | SGP      | Kees van der Staaij      |
| 10          | Partia na rzecz Zwierząt                                     | PvdD     | Marianne Thieme          |
| 11          | 50PLUS                                                       | 50+      | Henk Krol                |
| 12          | Partia Przedsiębiorców                                       | OP       | Hero Brinkman            |
| 13          | Dla Holandii                                                 | VNL      | Jan Roos                 |
| 14          | Myślcie                                                      | DENK     | Tunahan Kuzu             |
| 15          | Nowa Droga                                                   | NiWe     | Jacques Monasch          |
| 16          | Forum na rzecz Demokracji                                    | FvD      | Thierry Baudet           |
| 17          | Ruch Obywatelski                                             | DBB      | Ad Vlems                 |
| 18          | Partia Liberalna                                             | VP       | Norbert Klein            |
| 19          | GeenPeil                                                     | GP       | Jan Dijkgraaf            |
| 20          | Partia Piratów                                               | PPNL     | Ancilla van de Leest     |
| 21          | Artykuł 1                                                    | A1       | Sylvana Simons           |
| 22          | Partia Niegłosujących                                        | NS       | Peter Plasman            |
| 23          | Libertarianie                                                | LP       | Robert Valentine         |
| 24          | Lokalnie w Pokoju                                            | LidK     | Jan Heijman              |
| 25          | Jezus Żyje                                                   | JL       | Florens van der Spek     |
| 26          | StemNL                                                       | SNL      | Mario van den Eijnde     |
| 27          | Partia Człowieka i Ducha / Partia Dochodu Podstawowego / V-R | MenS–BIP | Tara-Joëlle Fonk         |
| 28          | Wolna Partia Demokratyczna                                   | VDP      | Burhan Gökalp            |

## Kampania
11 marca doszło do poważnego incydentu dyplomatycznego na linii Amsterdam-Ankara wywołanego wydaleniem tureckiej minister ds. rodziny i polityki społecznej Fatmy Betül Sayan Kaya z Holandii.

## Problemy
Ze względu na stosunkowo wysoką frekwencję w tych wyborach, pojawiły się problemy z liczbą kart do głosowania. W ciągu dnia wyborcy byli kierowani do innych lokali wyborczych. W kilku miastach m.in. Nijmegen, Utrechcie i Hadze lokale wyborcze pracowały dłużej, poza ustawową godzinę 21:00.

## Wyniki wyborów parlamentarnych
Wybory parlamentarne wygrała rządząca państwem od 2010 roku konserwatywno-liberalna Partia Ludowa na rzecz Wolności i Demokracji na którą oddano 21,30% głosów. Drugie miejsce zajęła narodowo-liberalna antyislamska Partia Wolności. Frekwencja wyborcza wyniosła 81,90%.
| Partia polityczna | Partia polityczna                                                       | Liczba głosów | %     | +/−     | Liczba mandatów | +/− |
| ----------------- | ----------------------------------------------------------------------- | ------------- | ----- | ------- | --------------- | --- |
|                   | Partia Ludowa na rzecz Wolności i Demokracji (VVD)                      | 2 238 351     | 21,3% | -5,28%  | 33              | -8  |
|                   | Partia Wolności (PVV)                                                   | 1 372 941     | 13,1% | +3,02%  | 20              | +5  |
|                   | Apel Chrześcijańsko-Demokratyczny (CDA)                                 | 1 301 796     | 12,4% | +3,89%  | 19              | +6  |
|                   | Demokraci 66 (D66)                                                      | 1 285 819     | 12,2% | +4,17%  | 19              | +7  |
|                   | GroenLinks (GL)                                                         | 959 600       | 9,1%  | +6,77%  | 14              | +10 |
|                   | Partia Socjalistyczna (SP)                                              | 955 633       | 9,1%  | -0,55%  | 14              | -1  |
|                   | Partia Pracy (PvdA)                                                     | 599 699       | 5,7%  | -19,14% | 9               | -29 |
|                   | Unia Chrześcijańska (CU)                                                | 356 271       | 3,4%  | +0,27%  | 5               | 0   |
|                   | Partia na rzecz Zwierząt (PvdD)                                         | 335 214       | 3,2%  | +1,27%  | 5               | +3  |
|                   | 50PLUS (50+)                                                            | 327 131       | 3,1%  | +1,22%  | 4               | +2  |
|                   | Polityczna Partia Protestantów (SGP)                                    | 218 950       | 2,1%  | +0,1%   | 3               | –   |
|                   | Myślcie (DENK)                                                          | 216 147       | 2,1%  | –       | 3               | +3  |
|                   | Forum na rzecz Demokracji (FvD)                                         | 187 162       | 1,8%  | –       | 2               | +2  |
|                   | Dla Holandii (VNL)                                                      | 38 209        | 0,4%  | –       | –               | –   |
|                   | Partia Piratów (PPNL)                                                   | 35 478        | 0,3%  | –       | –               | –   |
|                   | Artykuł 1 (A1)                                                          | 28 700        | 0,3%  | –       | –               | –   |
|                   | Nowa Droga (NiWe)                                                       | 14 362        | 0,1%  | –       | –               | –   |
|                   | Partia Przedsiębiorców (OP)                                             | 12 570        | 0,1%  | –       | –               | –   |
|                   | Lokalnie w Pokoju (LidK)                                                | 6 858         | 0,1%  | –       | –               | –   |
|                   | Partia Niegłosujących (NS)                                              | 6 025         | 0,1%  | –       | –               | –   |
|                   | Ruch Obywatelski (DBB)                                                  | 5 221         | 0,0%  | –       | –               | –   |
|                   | GeenPeil (GP)                                                           | 4 945         | 0,0%  | –       | –               | –   |
|                   | Jezus Żyje (JL)                                                         | 3 099         | 0,0%  | –       | –               | –   |
|                   | Partia Liberalna (VP)                                                   | 2 938         | 0,0%  | –       | –               | –   |
|                   | Libertarianie (LP)                                                      | 1 492         | 0,0%  | –       | –               | –   |
|                   | Partia Człowieka i Ducha / Partia Dochodu Podstawowego / V-R (MenS–BIP) | 726           | 0,0%  | –       | –               | –   |
|                   | StemNL(SNL)                                                             | 527           | 0,0%  | –       | –               | –   |
|                   | Wolna Partia Demokratyczna (VDP)                                        | 177           | 0,0%  | -       | –               | –   |
|                   | Razem                                                                   | 10 563 456    | 100%  | –       | 150             | –   |
| Źródło:           |                                                                         |               |       |         |                 |     |